# Année polaire internationale
Pour les articles homonymes, voir API et IPY.
 (septembre 2015).

## Présentation de l' Année polaire internationale
L'Année polaire internationale (API — en anglais, International Polar Year, IPY) est un évènement récurrent de collaboration internationale dans le domaine de l'étude des régions polaires (Arctique et Antarctique). Ce « label » a été créé à la suite du constat que l'observation scientifique des phénomènes géophysiques et climatologiques ne pouvait se faire efficacement que par le biais d'une coordination internationale, non plus seulement par des nations seules. La première édition a été imaginée par Karl Weyprecht, un officier de la marine austro-hongroise qui n'a jamais vu le projet se réaliser de son vivant, en 1882-1883. Les années 2007 à 2009 sont celles de la quatrième édition.

## Les différentes catégories de l'Année polaire internationale

### 1882-1883
La première API de l'histoire, qui réunit 12 pays, est organisée à l'initiative du géophysicien autrichien Karl Weyprecht, qui souhaite fédérer les grandes Nations scientifiques d'alors. Les enjeux sont vastes : tout est à faire en matière de climatologie, si bien que les projets s'intéressent tout autant à la météorologie de court terme qu'aux variations de longue échelle, ainsi qu'à la géophysique. Douze pays maintiennent quinze stations d'observation pendant deux ans : treize expéditions sont organisées en Arctique, deux en Antarctique. Plusieurs scientifiques de renom y participent dont Adam Frederik Wivet Paulsen. La France organise quant à elle une Mission scientifique française du cap Horn.

### 1932-1933
L'idée d'une seconde édition est soulevée par l'Organisation météorologique internationale (OMI), qui souhaite surtout avancer dans l'étude des anomalies magnétiques. D'autres sujets sont évoqués, comme les aurores boréales, le courant-jet, les variations en 18O et bien sûr la météorologie en général. Le projet initial prévoit des observations étalées sur un an, dans les stations existantes de l'Arctique et de l'Antarctique. Quarante pays sont mobilisés, mais les résultats exhaustifs ne seront publiés qu'en 1951, la Seconde Guerre mondiale freinant leur analyse.
Le programme de la participation française — d'un budget de 4 millions de francs accordé par le Parlement — comprenait :
- L’établissement au détroit Scoresby d’une station magnétique et électrique, d’une station météorologique voisine de la précédente et d’une station aérologique située au-dessus des couches brumeuses habituelles ;
- L’établissement d’une station météorologique, magnétique et électrique aux îles Kerguelen, dans le sud de l’océan Indien, avec une station météorologique auxiliaire à l’île Saint-Paul, un peu plus au nord ;
- Le renforcement de stations météorologiques et magnétiques en Afrique à Tamanrasset, Dakar, Bangui et Impfondo.

Dans le domaine de la botanique, des herbiers furent réalisés et certains ont été déposés au Muséum national d'Histoire naturelle à Paris.

### 1957-1958
La troisième édition est appelée Année Géophysique Internationale. Elle s'est caractérisée par l'utilisation massive de technologies héritées de la guerre et réinvesties dans le champ scientifique, à commencer par le radar. De nombreuses expéditions en Antarctique sont placées sous la coordination volontaire de soixante-dix pays, en pleine Guerre froide. En définitif, douze pays seulement maintiennent soixante-cinq stations sur le continent austral. Cette AGI impulse le Traité sur l'Antarctique en 1959 ainsi que le Protocole de Madrid en 1991.

### 2007-2009

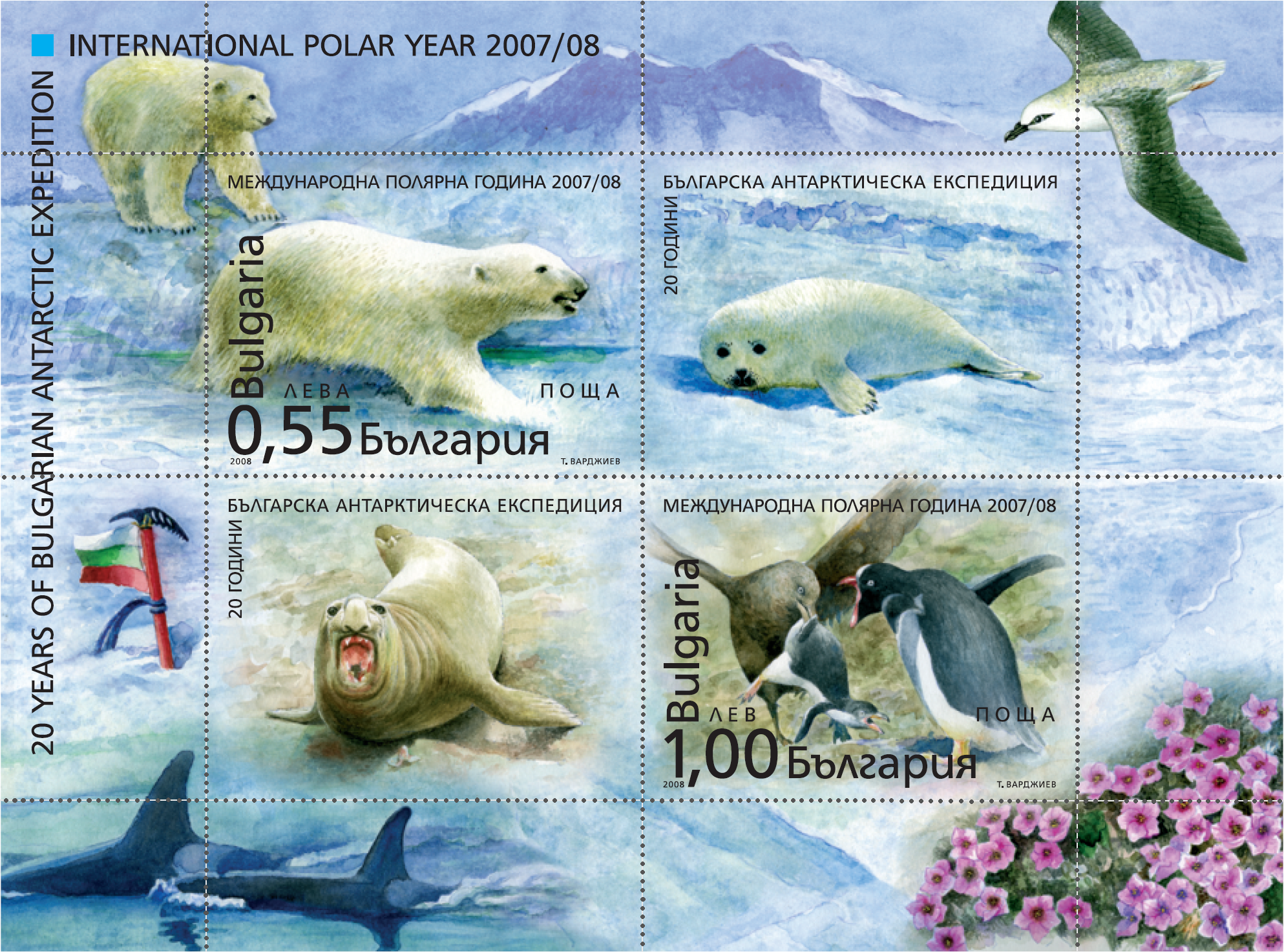
Timbre commémoratif bulgare de l'année polaire internationale 2007/2008

Organisée par l'Organisation météorologique mondiale (WMO) et le Conseil international pour la science (ICSU), elle concerne tant l'hémisphère nord que l'hémisphère sud, et dont l'un des objectifs est de mieux comprendre le rôle moteur des régions polaires dans la régulation du climat terrestre. Les expéditions sont largement pluridisciplinaires. En France, elle va solliciter des organismes de recherche tels que Météo-France, l'IFREMER, l'Institut polaire français Paul Émile Victor, le CEA ou le CNRS.
Le but est de coordonner des projets scientifiques d'envergure. L'opération a débuté le 1er mars 2007 — avec son lancement officiel à Paris — et va durer jusqu'au 1er mars 2009. Ces deux années permettront d'avoir un cycle complet hiver/été à chacun des pôles.
Cette nouvelle édition sera également l'occasion de sensibiliser le grand public au rôle central que jouent les pôles dans les problématiques environnementales actuelles. Pour cela, de nombreux centres de culture scientifique français se mobilisent pour proposer des manifestations publiques telles que des expositions, des rencontres-débats, des animations, etc.
La direction est assurée par le professeur Chris Rapley (en) et le docteur Robin Bell, sous l'autorité de David Carlson.